# أديلبيرت فون كيلر
أديلبيرت فون كيلر (بالألمانية: Adelbert von Keller)‏ هو كاتب وأمين مكتبة ومترجم ألماني، ولد في 5 يوليو 1812 في Pleidelsheim ‏ في ألمانيا، وتوفي في 13 مارس 1883 في توبينغن في ألمانيا.